# Dysmicoccus carens
Dysmicoccus carens är en insektsart som beskrevs av Williams 1970. Dysmicoccus carens ingår i släktet Dysmicoccus och familjen ullsköldlöss. Inga underarter finns listade i Catalogue of Life.